# جيرالدين دوغ
جيرالدين فرانسيس دوغ أو (مواليد 29 أبريل 1952) صحفية أسترالية ومقدمة برامج إذاعية وتلفزيونية.

## حياتها المهنية
بعد تخرجها من جامعة غرب أستراليا بدرجة البكالوريوس في الآداب، كانت دوغ تعتزم التدريب كمدرس في المدرسة، لكنها قررت بدلاً من ذلك التقدم للحصول على تدريب في صحيفة The West Australian. عملت لاحقًا في صحيفة The Australian وقضت عدة سنوات في المملكة المتحدة كمراسلة في لندن لصحف روبرت مردوخ الأسترالية. أعجب المدراء التنفيذيون في ABC بحضور دوغ على الهواء أثناء مقابلة مع برنامج Four Corners، حيث عُرض عليها دور استضافة على برنامج  في عام 1985 شاركت هي وريتشارد موريكروفت في استضافة The National، وهي تجربة قصيرة الأمد أجرتها هيئة الإذاعة الأسترالية مع خدمة إخبارية ليلية على مستوى البلاد لمدة ساعة، تجمع بين الأخبار والشؤون الجارية، مع ماكس والش وريتشارد كارلتون كرئيسين للمراسلين.
عملت في TEN-10 Sydney من عام 1988 إلى 1989 كمقدم مشارك في برنامج Eyewitness News مع ستيف ليبمان وعلى الراديو التجاري مع 2UE، ثم عادت إلى ABC في عام 1990.
في عام 1990، استضافت دوغ جوائز Ethnic Business، وهي جائزة أعمال وطنية تسلط الضوء على تميز المهاجرين والسكان الأصليين في الأعمال التجارية. استمرت في استضافة هذه الجوائز مرة أخرى في أعوام 1995 و1999 و2002 و2004.
استضافت دوغ برنامج Life Matters على إذاعة الراديو الوطني لمدة 11 عامًا منذ إنشائها في عام 1992. وحصلت على جائزة الأمم المتحدة للسلام وجائزتي بينجوين عن دورها في تغطية ABC TV لحرب الخليج. كانت مقدمة برنامج Compass على ABC TV من 1998 إلى 2017. منذ عام 2005، استضافت برامج Extra and Saturday Extra على راديو ناشيونال.
في نوفمبر 2018، تم إدخال دوغ في قاعة مشاهير وسائل الإعلام الأسترالية.

## الحياة الشخصية
تزوجت دوغ لأول مرة من تيم بلو ثم من إيان كارول التنفيذي ABC الذي توفي بسرطان البنكرياس في 19 أغسطس 2011. كان لديها مع كارول طفلان وطفلا زوجها. ابنتها الكبرى مع تيم بلو ، إليزا هارفي، صحفية على قناة ABC متزوجة من آدم هارفي ، نجل الصحفي بيتر هارفي.

## عملها
- دوغ، جيرالدين كيركوود ، بيتر (2005)، إسلام الغد: توحيد المعتقدات القديمة والعالم الحديث.
- كتب ABC لهيئة الإذاعة الأسترالية (تم نشره عام 2004)، ISBN 978-0-7333-1543-5.
- دوج ، جيرالدين (27 أغسطس 2014)، التسلق: محادثات مع النساء الأستراليات في السلطة.
- شركة النصوص للنشر (نُشرت عام 2014)، ISBN 978-1-922182-32-6.

الأوسمة والجوائز:
- ضابط وسام أستراليا 9 يونيو 2003، "لخدمة المجتمع، لا سيما كمعلق للتغيير الاجتماعي، ولإعلام من خلال زيادة الوعي العام بالقضايا التي تنطوي على الأخلاق والقيم والدين والروحانية.
- جائزتان من جوائز بينجوين للتميز في البث.
- جائزة الأمم المتحدة للإعلام للسلام.
- زمالة تشرشل للتقارير الإجتماعية والثقافية.
- دكتوراه في الجامعة، جامعة نيوكاسل أستراليا، 2015.
- شهادة فخرية، الجامعة الوطنية الأسترالية، 2019.